# Doraemon: Nobita to fushigi kaze tsukai
Doraemon: Nobita to fushigi kaze tsukai (のび太とふしぎ風使い?), è un film d'animazione del 2003 diretto da Tsutomu Shibayama.
Ventiquattresimo film di Doraemon, è stato distribuito nelle sale giapponesi l'8 marzo 2003. In Italia è ancora inedito.

## Trama
Un giorno, Nobita si imbatte in una misteriosa creatura simile ad una palla di vento, proveniente da una terra lontanissima, e giunta in città per via del recente tifone che ha coinvolto l'intera area. Nobita battezza la creatura Fuuko, ed insieme a Doraemon ed agli altri amici decidono di riaccompagnarlo a casa, grazie ad una delle magiche porte di Doraemon.
Doraemon, Nobita e gli altri vengono quindi a conoscenza della magica terra del vento e delle tempeste e della vera identità di Fuuko.